# Dampremy
Cet article concerne la section de Charleroi. Pour la station du métro léger, voir Dampremy (métro léger de Charleroi).
Dampremy (en wallon standard Dårmè ; en ouest-wallon Dârmè ou Darmet) est une section de la ville belge de Charleroi située en Région wallonne dans la province de Hainaut.
C'était une commune à part entière avant la fusion des communes de 1977. Elle comprenait à cette date 8 500 habitants.
Elle a eu un grand passé industriel au temps des mines de charbon. Accueillant nombre de grandes industries qui participèrent à la prospérité du bassin industriel de Charleroi : les verreries de Dampremy, les concessions des Charbonnages de Sacré-Madame…

## Étymologie
Villa domni Remigii : paroisse dédiée à saint Remi. L'orthographe de « Dampremy » a évolué au fil des siècles : en 868, on trouve « Danremi » dans le polyptyque de l'abbaye de Lobbes et « Dantremi » dans un manuscrit ultérieur ; en 980, « Dansremi » apparaît dans le mandement de Notger ; en 1113, c'est « Denremey », et en 1275, « Danremis ». Au XIIIe siècle, on retrouve « Danremei ».
Entre 1538 et 1669, certains religieux étaient désignés avec le préfixe « damp » au lieu de « dom », comme l'ont fait plusieurs abbés du monastère de Liessies, seigneurs de Dampremy. La prononciation française, ou étymologiquement plus correcte, serait donc « Domremy ». Quant à « Danremei » ou « Danremey » du XIIIe siècle, ces formes ont donné naissance à la phonétique wallonne « Dârmé », encore utilisée aujourd'hui.

## Géographie

### Limites
La localité est entourée par Lodelinsart, Charleroi, Marcinelle et Marchienne-au-Pont.

### Hydrographie
La rivière Sambre, un affluent de la Meuse, borde le territoire de la localité au sud. Le ruisseau Piéton et le canal Bruxelles-Charleroi, creusé dans sa vallée, y rejoignent la Sambre. À l'est, le ruisseau de Lodelinsart, affluent de la Sambre, constitue presque toute la frontière avec Charleroi. Au nord, le ruisseau Warchat, affluent du ruisseau de Lodelinsart, délimite la zone avec Lodelinsart.

### Morphologie urbaine

#### Quartiers et lieux-dits
La commune possède plusieurs quartiers et lieux-dits.
- La Planche. C'est un quartier situé sur la route de Bruxelles qui semble avoir été habité depuis très longtemps et qui a conservé son nom. Ce nom vient d'un petit pont en bois qui traversait le ruisseau de Lodelinsart à cet endroit[7],[8].
- Le Camp de Moscou. Ce nom tire son origine d'un cantonnement de cosaques en 1814 à Dampremy. Il s'agissait d'un régiment de cosaques commandé par Wintzingensde, qui, avec les alliés de l'époque, repoussait les troupes françaises[7].
- Le Phenix. Le nom lui vient d'un ancien charbonnage « le Phénix » situé derrière les écoles actuelles du même nom[7].
- La-Haut. La partie la plus haute du village doit son nom à son emplacement. On y trouve une petite place appelée « La place de Par Là-Haut » ou encore « le haut du Village »[7].
- Le Fond des Piges. Il a donné son nom à un puits de charbonnage et à une verrerie aujourd'hui en cours de démolition. On appelait « piges » (en wallon « pidges ») de petits chemins empierrés. C'est sur l'un de ces chemins qu'a été établie l'ancienne rue des Piges, l'un des plus anciens chemins de Dampremy (aujourd'hui rue Decoux). On retrouve cette même appellation dans de nombreux villages voisins, comme à Marchiennes. Du fond des Piges partaient de petits sentiers qui menaient vers le centre du village[9].
- Le Pont du Canal. Il tire son nom du pont situé sur le canal de Charleroi à Bruxelles, là où ce dernier se déverse dans la Sambre[9].
- Le Fond Beghin, également connu sous le nom de Pont Beghin, il tire son appellation de la propriété voisine appartenant autrefois à la famille Beghin, et plus tard occupée par la famille Rouard. Avant la construction du canal de Charleroi, le pont en bois qui traversait le canal et le Piéton s'appelait le Pont aux Scouffes[9].

## Évolution démographique
- Sources : INS, Rem. : 1831 jusqu'en 1970 = recensements, 1976 = nombre d'habitants au 31 décembre[10].

| 1801 | 1846  | 1900   | 1947   | 1977  | 2001  |
| ---- | ----- | ------ | ------ | ----- | ----- |
| 366  | 2 306 | 10 867 | 11 678 | 8 578 | 6 677 |

## Histoire
Le nom de Dampremy apparaît pour la première fois dans un document écrit datant de 868 et 869, le Polyptyque d'Imiron, un inventaire des villas de l'abbaye de Lobbes, rédigé durant la quatorzième année du règne de Lothaire II, roi des Francs et petit-fils de Charlemagne. Ce polyptyque, un registre plié en plusieurs parties, servait aux couvents et abbayes pour consigner les redevances des vassaux ainsi que les propriétés et revenus de leur patrimoine. Le terme « Darmiensis » y est utilisé comme adjectif pour désigner Dampremy, avec la mention : « in pago Darmiensis ».
En 868, l'abbaye de Lobbes fit construire une chapelle ou une église ; les habitants et leur curé participaient à la Bancroix, mais nous ignorons complètement combien ils étaient.
Au XVIe siècle, les guerres de religion plongèrent la région dans le chaos. En 1554, Henri II s'allia aux protestants allemands, déclenchant ainsi la guerre. Les troupes françaises, repoussées par Charles Quint après avoir ravagé et incendié tous les villages, y compris Dampremy, envahirent le Hainaut et mirent le feu à Binche et Mariemont.
La guerre de Trente Ans, également appelée guerre de « religion », se termina en 1648 avec la paix de Westphalie. Cependant, les hostilités entre la France et l'Espagne persistèrent.
Les Espagnols, manquant de troupes pour repousser les Français, forcèrent nos populations à leur venir en aide. Ils organisèrent les habitants en compagnies dirigées par des capitaines. Parmi ces capitaines, Lambot et Close mentionnent, pour les années 1638-1639, Étienne André, Bourgmestre de Dampremy.
En 1666, les habitants de Darmin virent se préparer d'importants travaux de terrassement dans le petit village voisin de Charnoy, qui à cette époque était bien moins peuplé que Dampremy. Autour d'une petite église perchée au sommet du rocher dominant la Sambre, s'alignaient quelques modestes maisonnettes de manants.
Alors que les travaux n'étaient pas terminés, en mai 1667, nos courageux habitants de Darmin virent s'installer chez eux des troupes françaises dirigées par le Maréchal de Turenne, venues assiéger la nouvelle forteresse.
Le 2 juin 1667, les Espagnols font sauter leur forteresse avant de capituler, permettant aux Français d'y entrer en vainqueurs. Louis XIV, maître de Charleroi, ordonne la construction d'une véritable forteresse sous la direction de Vauban, et le Comte de Montal est nommé gouverneur de la ville. En 1672, les Darminois voient arriver les troupes espagnoles et hollandaises, commandées par le Prince d'Orange, qui assiègent Charleroi défendu par Montal. Les assiégeants abandonnent finalement et lèvent le siège le 22 décembre 1672. En 1674, le Prince d'Orange revient avec ses troupes devant Charleroi, toujours défendu par Montal, mais Condé les force à se retirer et à livrer bataille à Seneffe.
En août 1677, les Darminois subissent une nouvelle invasion des soldats hollandais, toujours dirigés par le Prince d'Orange, venus assiéger une fois de plus la forteresse défendue par Montal. L'arrivée du Maréchal de Luxembourg force rapidement les Hollandais à abandonner le siège le 14 août 1677. En 1678, la paix de Nimègue est conclue, et la forteresse de Charleroi retourne à l'Espagne..
En 1692, les Français, sous le commandement de Boufflers, assiègent une fois de plus Charleroi et s'emparent de tous les villages environnants. Du 14 au 22 octobre, la forteresse subit un bombardement terrible. Les pièces d'artillerie sont installées à Dampremy, là où se trouve aujourd'hui la route de Bruxelles. Une armée de secours parvient à lever le siège, et Charleroi reste espagnole.
À peine un an plus tard, en 1693, les Français sous le commandement du maréchal de Villeroy menacent à nouveau Charleroi. L'attaque principale se déroule du côté de Dampremy. Les troupes françaises amènent dans la région d'Artagnan, le célèbre mousquetaire rendu légendaire par Alexandre Dumas. Ces troupes, cantonnées à Charleroi, devaient être entretenues par les communes de Dampremy, Ransart et Châtelineau.
Le 11 octobre 1693, après un mois de siège, les Espagnols, sous les ordres du Marquis de Castillo, se rendent. Le bombardement sur Dampremy avait détruit les remparts, permettant à Charleroi de redevenir française. Cependant, par le traité de Ryswick en 1697, la forteresse est restituée à l'Espagne.
En 1709, une nouvelle calamité frappe la région : un froid intense accompagné de fortes chutes de neige provoque une famine. Les loups, qui occupent encore les environs glacés, s'aventurent jusqu'au cœur des villages. Une prime de 5 patards est offerte pour chaque loup abattu. En 1713, Charleroi est cédé à l'Empereur d'Autriche Charles VI et intégré aux Pays-Bas autrichiens.
En 1794, les Autrichiens renforcent les fortifications de Charleroi. Le 28 mai, les Français, sous les ordres du Général Charbonnier (surnommé chez nous le Général Gayette), commencent à bombarder la ville. Malgré ses récentes fortifications, Charleroi résiste jusqu'au 3 juin. Les Français reviennent avec le Général Jourdan, et la forteresse capitule le 24 juin, laissant presque toutes les maisons incendiées. Charleroi retourne alors aux mains des Français, qui entreprennent de réparer la forteresse. Cependant, à la fin de l'année, ils abandonnent les travaux, font exploser les structures et démantèlent complètement la place.
En 1796, les Français ordonnent une imposition extraordinaire, et Dampremy doit verser 51 florins. Les communes s'endettent. Napoléon tente de rétablir un peu d'ordre, mais la débâcle survient rapidement. Le 18 juin 1815 marque la retraite des soldats de Napoléon, vaincu à Waterloo après son retour de l'île d'Elbe. Les troupes prussiennes occupent encore nos villages jusqu'à la fin de l'année 1815.
La même année, la Belgique est réunie à la Hollande pour former le Royaume des Pays-Bas. Pendant cent cinquante ans, la proximité de la forteresse de Charleroi a perturbé la vie paisible des habitants de Dampremy. Cette forteresse a été constamment disputée par les grandes puissances : France, Espagne, Autriche ; et les troupes qui l’ont assiégée à de nombreuses reprises ont occupé Dampremy, vivant aux dépens de ses habitants.
Pendant les journées de septembre 1830, de nombreux habitants de Dampremy ont rejoint les compagnies de Charleroi. Parmi eux :
- Leloup François né à Charleroi le 12 décembre 1806, menuisier domicilié à Dampremy, marié et père de cinq enfants[19].

- Motte Louis-Joseph. Il a été le premier à brandir le drapeau national sur la grand-place de Dampremy[19].

On cite aussi :
- Aubly Dieudonné et Leloup Chrisostome[19].

Le 23 juillet 1838, la Société du charbonnage de Sacré-Madame est fondée.
En 1850, Dampremy était encore principalement un village agricole. Les fermiers et cultivateurs avaient pour habitude de nommer leurs terres avec des appellations souvent allusives ou improvisées. Un simple examen des ventes notariales de terres dans ces villages ruraux suffit à constater la permanence de cette tradition.
Le 7 mai 1946, une catastrophe minière survient au puits Sacré-Français, causée par un coup de grisou. Elle entraîne la mort de 16 mineurs, dont 7 prisonniers allemands.
En 1966 l'astronaute américain John Glenn est venu ainsi qu'un Fouga Magister amené sur la place Albert 1er (actuellement place De Crawhez) dans le cadre de Vil’ Vacances.
À la suite de la loi sur les fusions des communes, Dampremy a été fusionnée avec Charleroi le 1er janvier 1977.
En 2018, Dampremy a fêté son 1150e anniversaire,.

## Armoiries officieuses
|  | Les armoiries d'Antoine-François-André de Lados, seigneur de Dampremy, créé baron le 12 mai 1736, sont utilisées comme blason non officiel. Blasonnement : D'argent à la fasce de gueules, chargée d'une divise vivrée d'or |

## Liste des bourgmestres de l'indépendance belge jusqu'à la fusion des communes de 1977
- Edouard Gilliaux (1830-1847).
- Théodore De Crawhez (1848-1854).
- Adolphe Yernaux (1855-1868).
- Nicolas Dubois (1860-1878).
- Charles Basin (1870-1885).
- Charles Wauthier (1886-1893).
- Joseph Charlier (1893-1896 de 1899-1901).
- Lothaire Baudy (1897-1898 et 1902-1906).
- Eugène Van Geersdaele (1907-1921).
- Arthur Dandoy (1921-1926) (Parti libéral).
- Pierre-Joseph Lecomte (1927-1939), (POB).
- Adhemar Mombaerts[28] (1939-1964) , (POB-PSB).
- Willy Seron (1964-1976)[Note 2], (PSB).

## Patrimoine et folklore

### Patrimoine architectural

#### Bâtiments disparus
- La première église Saint-Rémy fut bâtie vers 1600[29]. Aujourd'hui démolie à la suite de mouvements miniers, son chœur a été sauvegardé pour devenir la chapelle Saint-Ghislain.
- La seconde église Saint-Rémy, elle se trouvait sur la place communale (aujourd'hui place De Crawhez). Conçue par l'architecte Justin Bruyenne, elle était de style néo-roman. La première pierre a été posée le 8 mai 1870[30]. À cause des mouvements miniers, de larges fissures sont apparues dans la maçonnerie du chœur[30], l'église a été fermée par sécurité 1890[30]. En 1916, l'église est restituée au culte[30] mais elle se dégrade rapidement. L'église a été démolie en 1981 et 1982. Aujourd'hui l'emplacement de l'édifice est devenu une place où se déroule la ducasse Saint-Rémy.
- Le Château De Crawhez appartenait à la famille Dumont[31]. Il se situait à gauche de la seconde église. Il a été démoli en même temps que celle-ci pour le tunnel du métro[Note 3].
- A gauche de la chapelle Saint-Ghislain, il y avait un presbytère (aujourd'hui disparut[Note 4]). Dans la nuit du 27 au 28 février 1911 le curé De Jong fut assassiné[32].

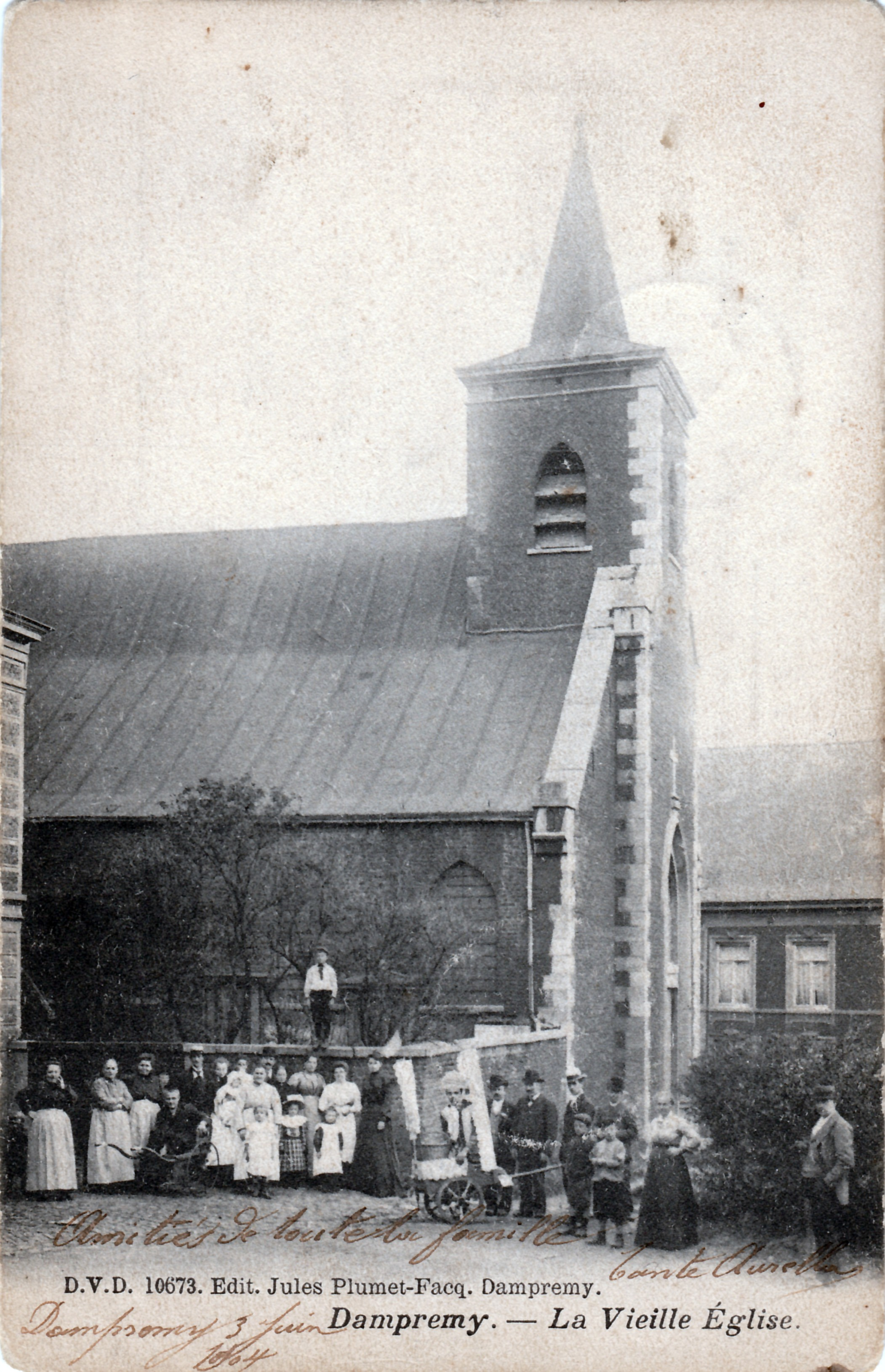
La vieille église actuellement chapelle Saint-Ghislain.
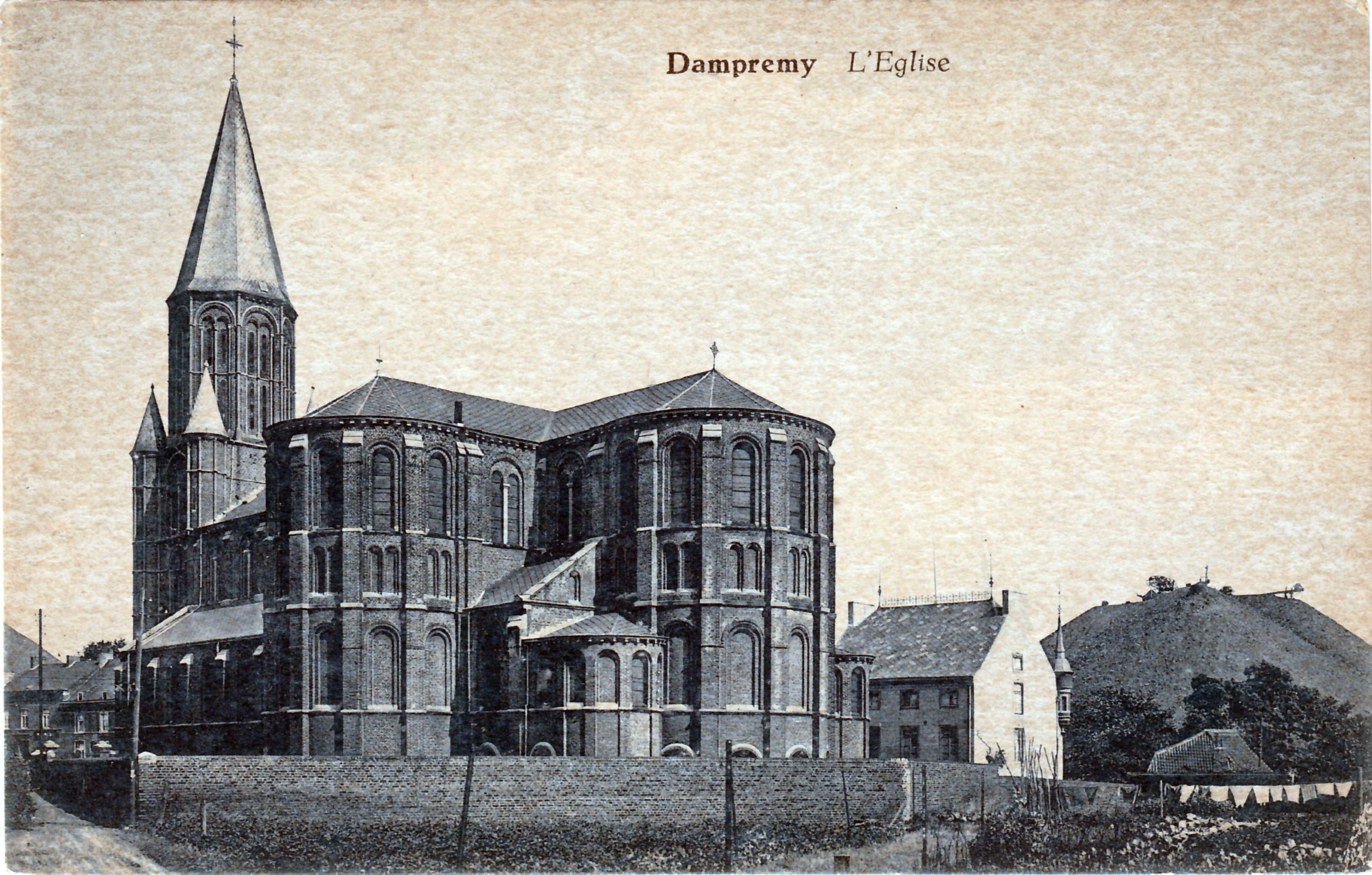
L'église Saint-Remy de 1873 démolie en 1981.
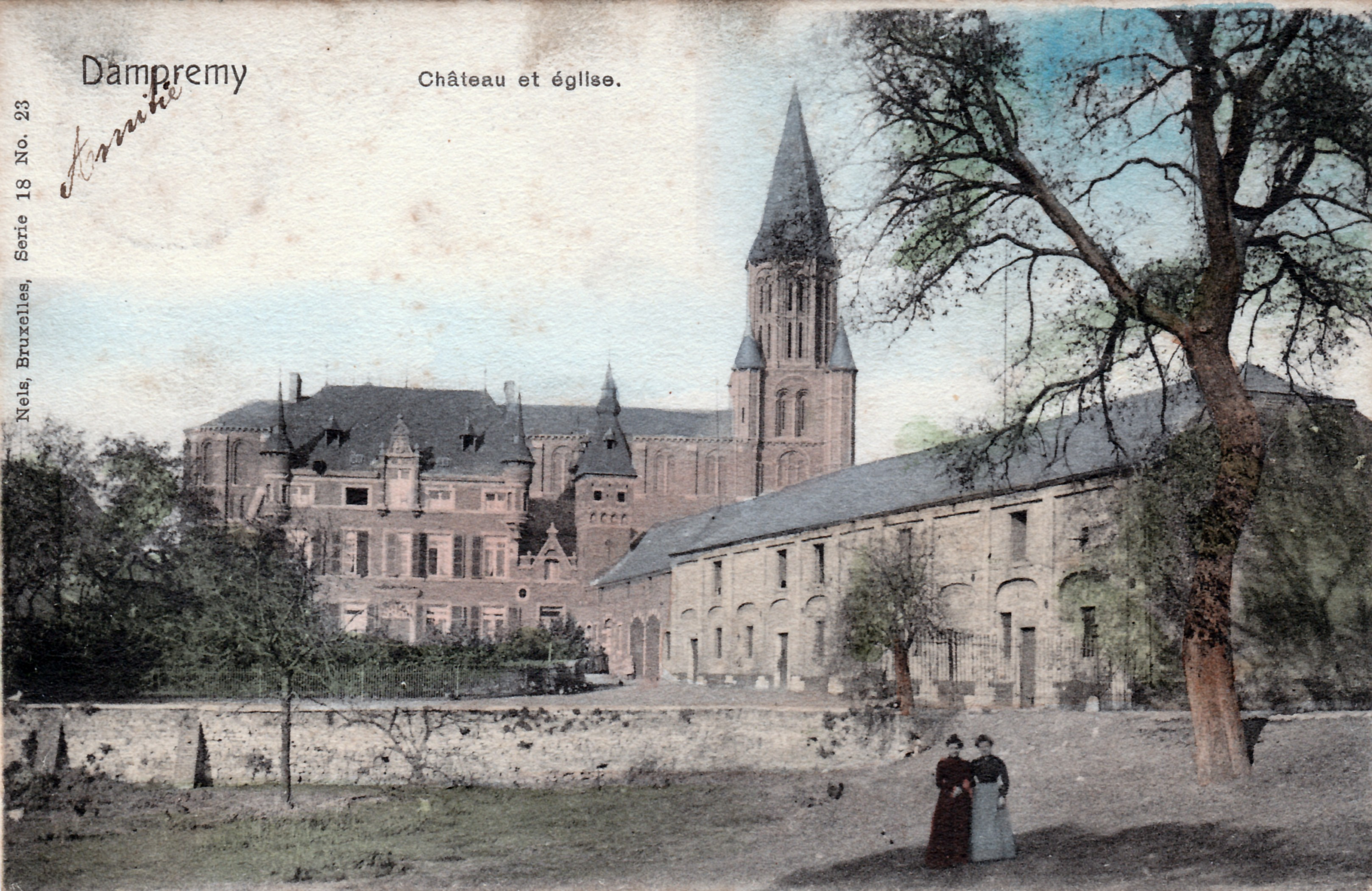
L'ancien château Crawez aujourd'hui disparu (démoli vers la fin des années 70.

#### Bâtiments actuels
- Le château Passelecq fut érigé en 1860 dans le parc installations des Charbonnages de Sacré-Madame. Philippe Passelecq, directeur-gérant au Charbonnage de Sacré-Madame, dispose de ce logement de fonction au début du XXe siècle. La demeure devient ensuite le Château Roisin, du nom de son successeur à la tête du charbonnage, Louis Roisin. Le château devient enfin une propriété communale, et est reconverti en hôtel de ville de Dampremy[33].
- Centre - Bibliothèque Émile Fourcault.
- Nouvelle église Saint-Rémy : construite en 1979[34], elle remplace l'ancienne église de la place De Crawhez ; de style moderne et avec un campanile de 9 mètres de haut, l'église est construite à côté du parc.
- Un temple protestant construit en 1938 par l'architecte P. Calame, situé rue Jean Jaurès près de la place du Haut du Village.
- Château d'eau. Construit en 1906[34].

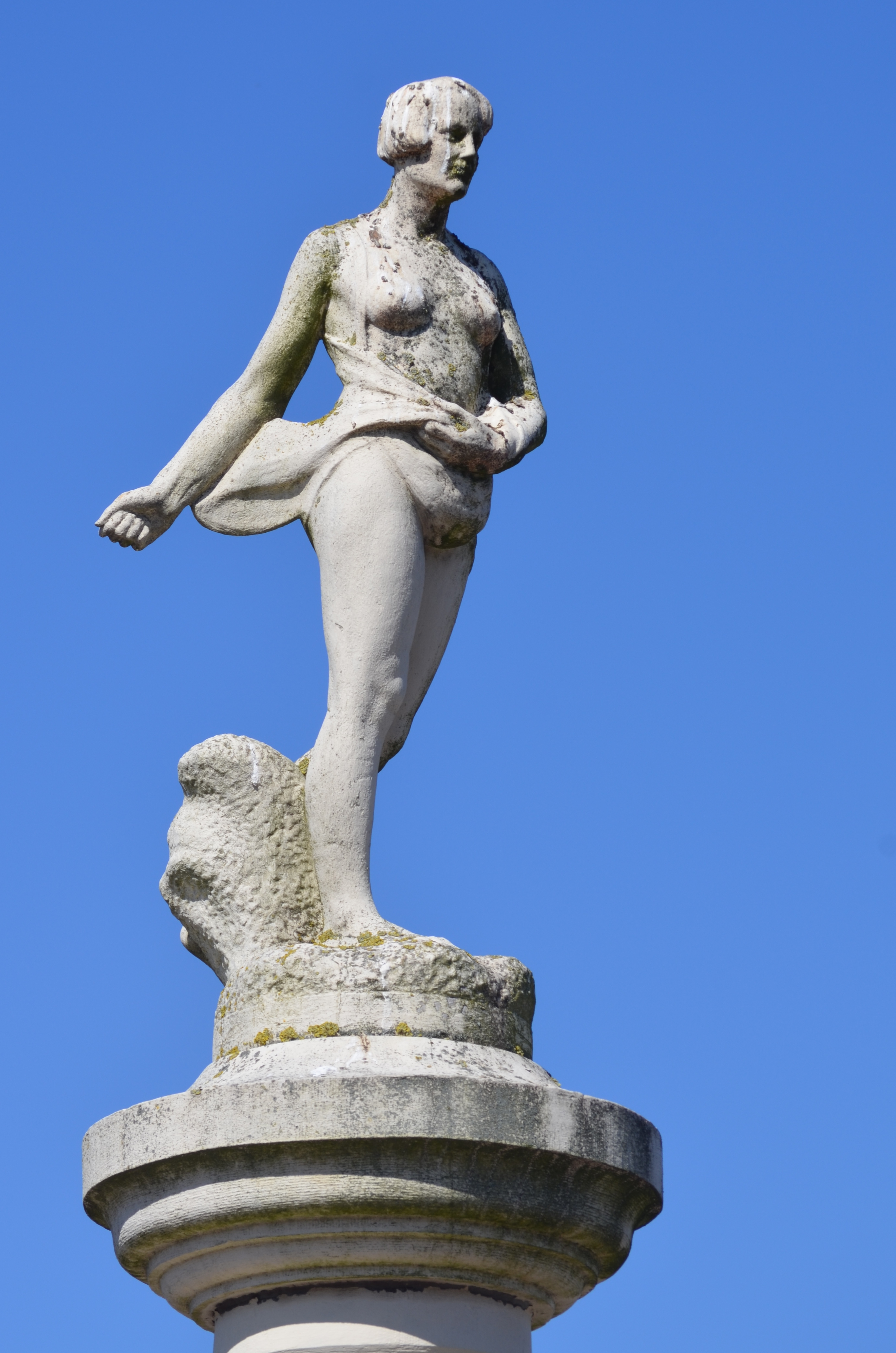
La Semeuse, monument aux morts 1914-1918 dans le cimetière.
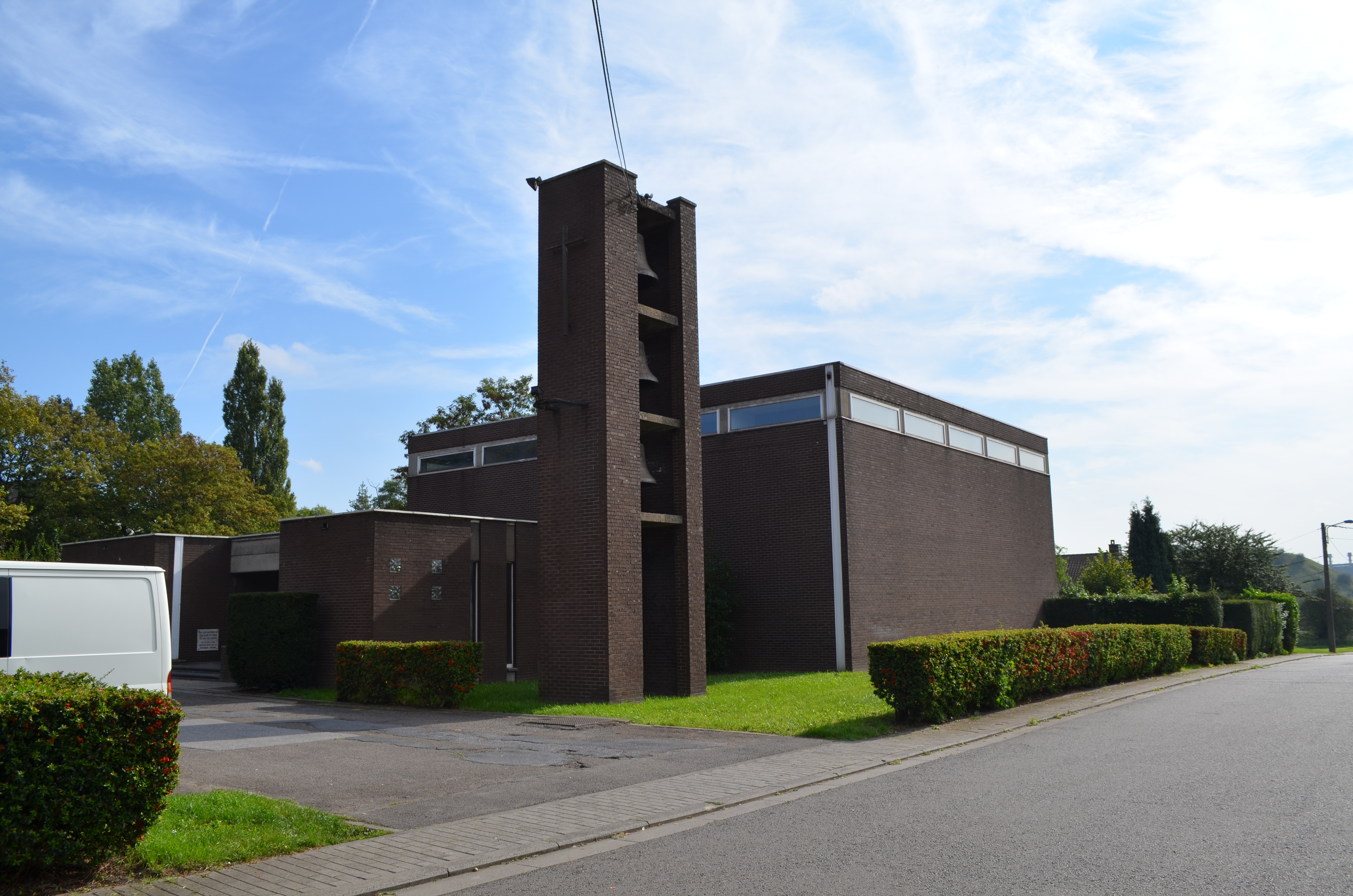
Église paroissiale Saint-Remy. Construite en 1979.
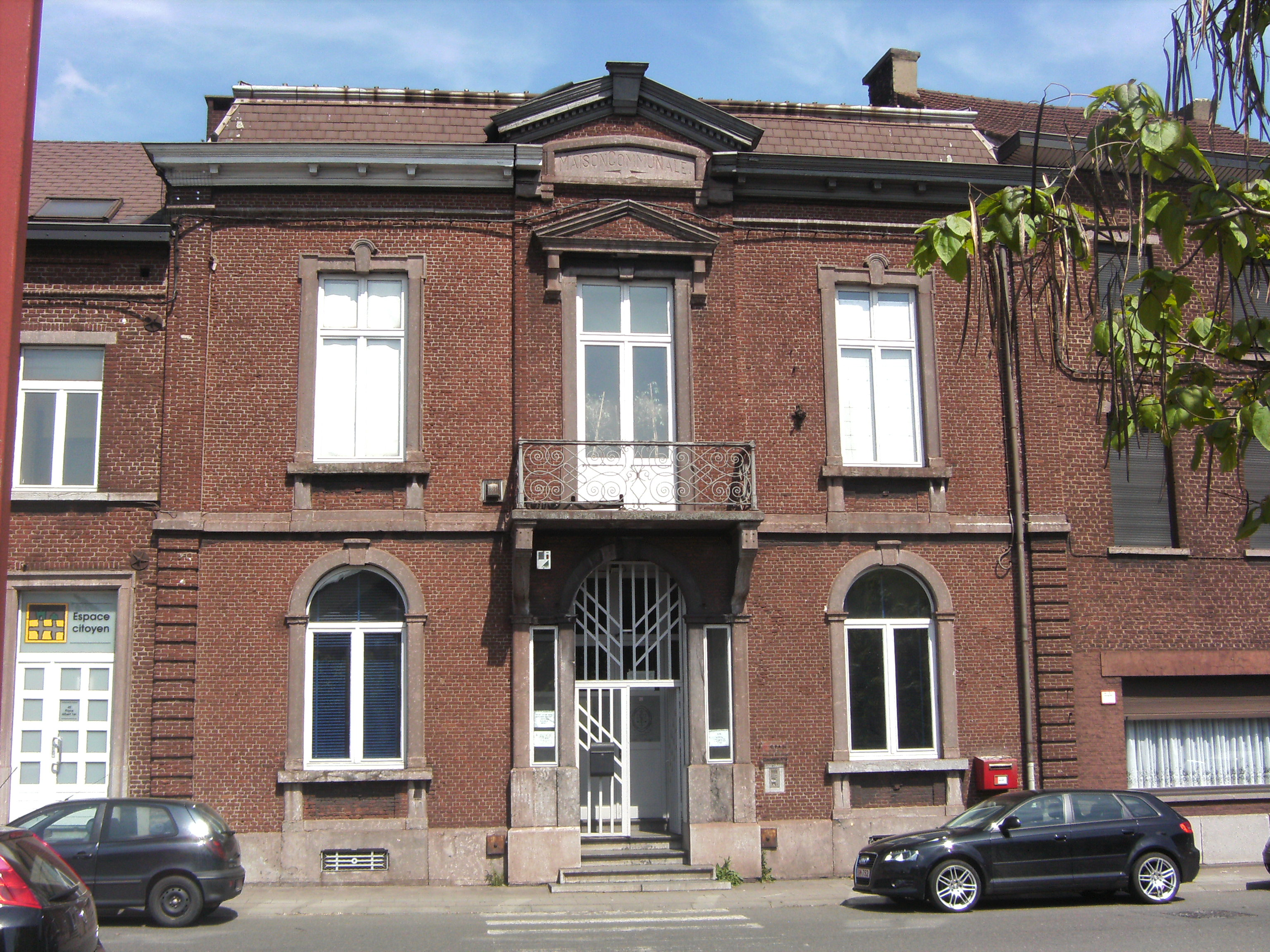
Ancienne Maison communale construite en 1869, actuellement antenne du C.P.A.S.[35].

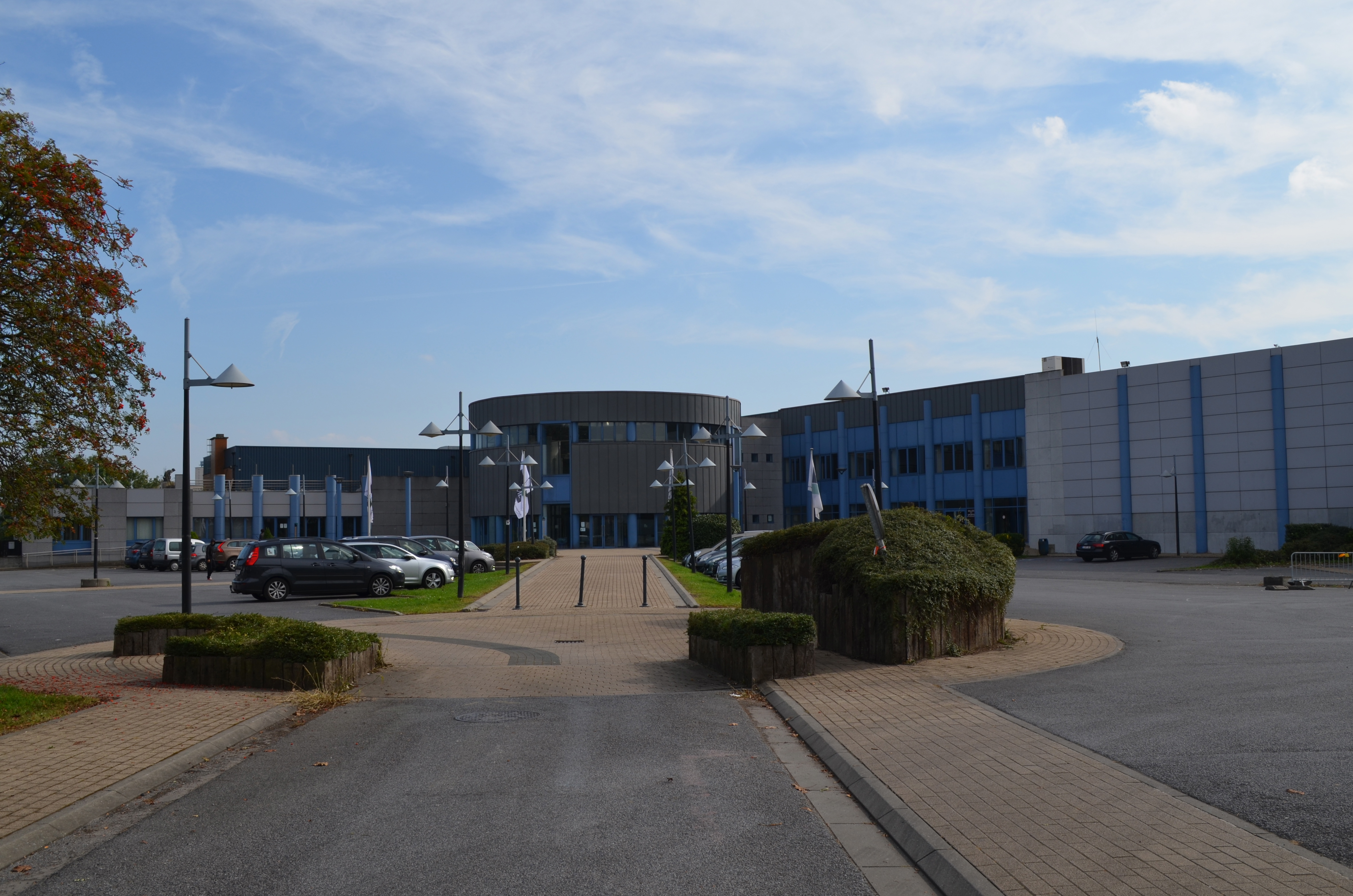
Charleroi Espace Meeting Européen (Centre Fourcault).
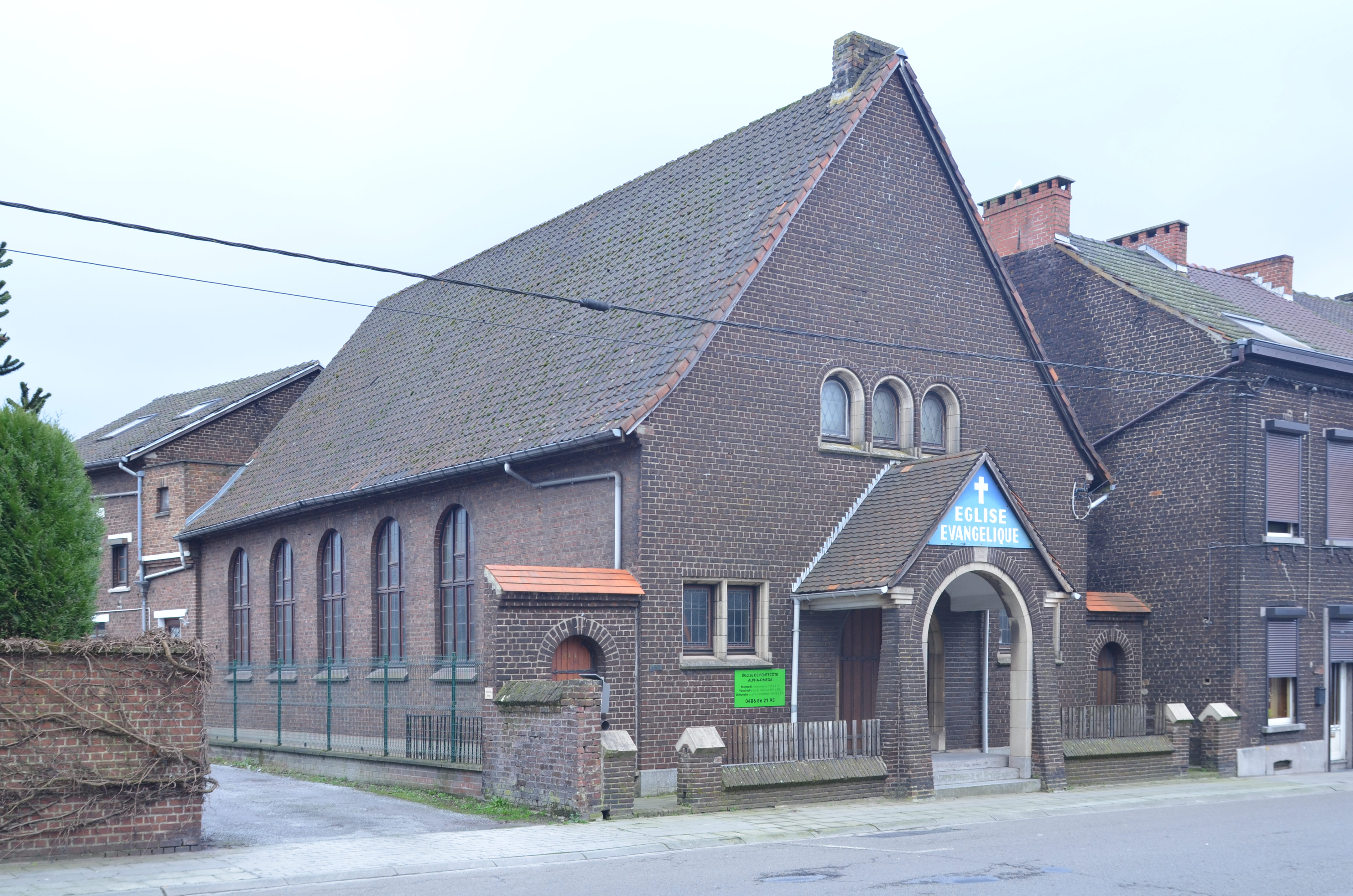
Église évangélique (protestant).
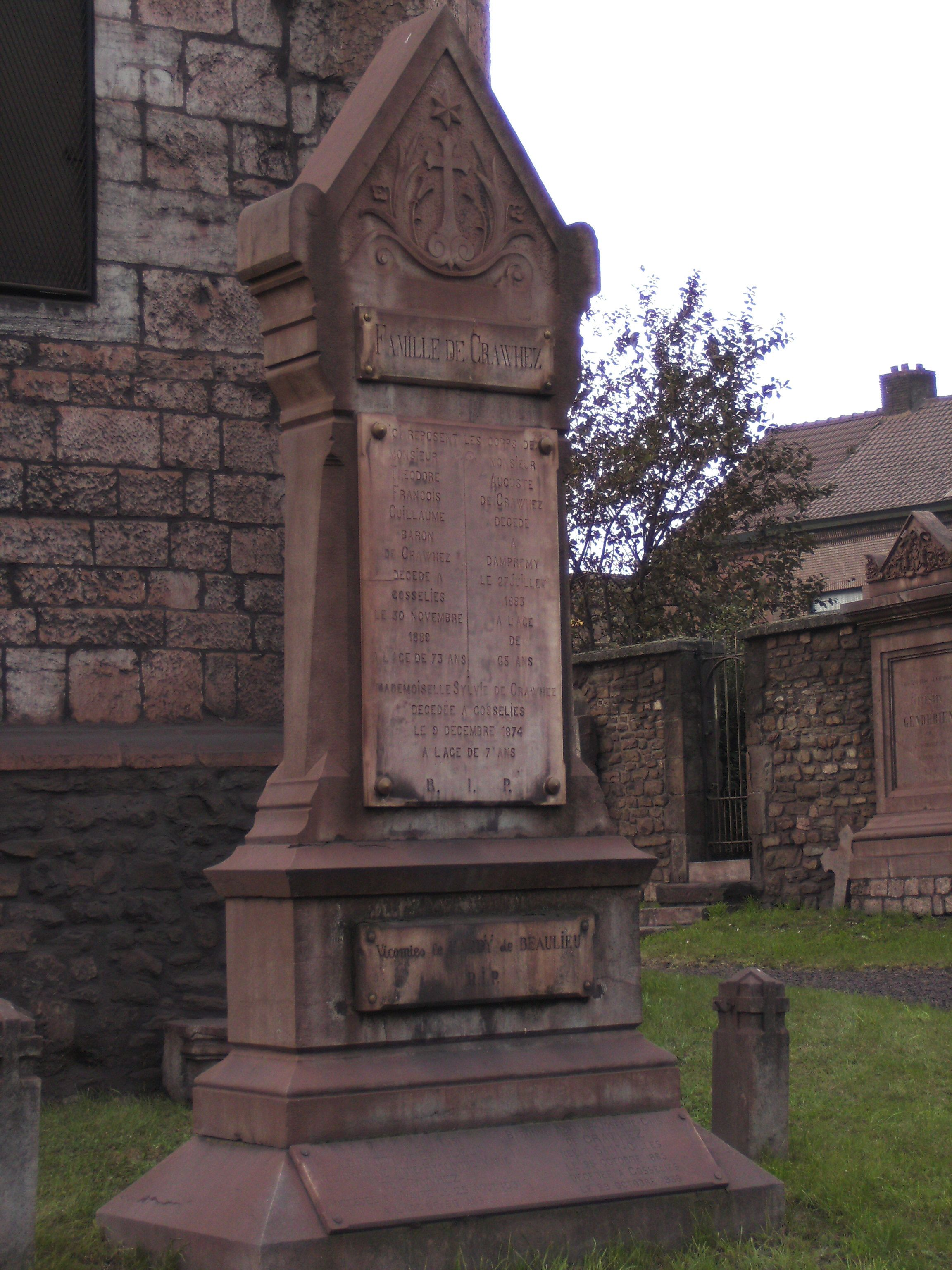
Stèle de la famille de Crawhez Hardy de Beaulieu derrière la chapelle Saint-Ghislain.
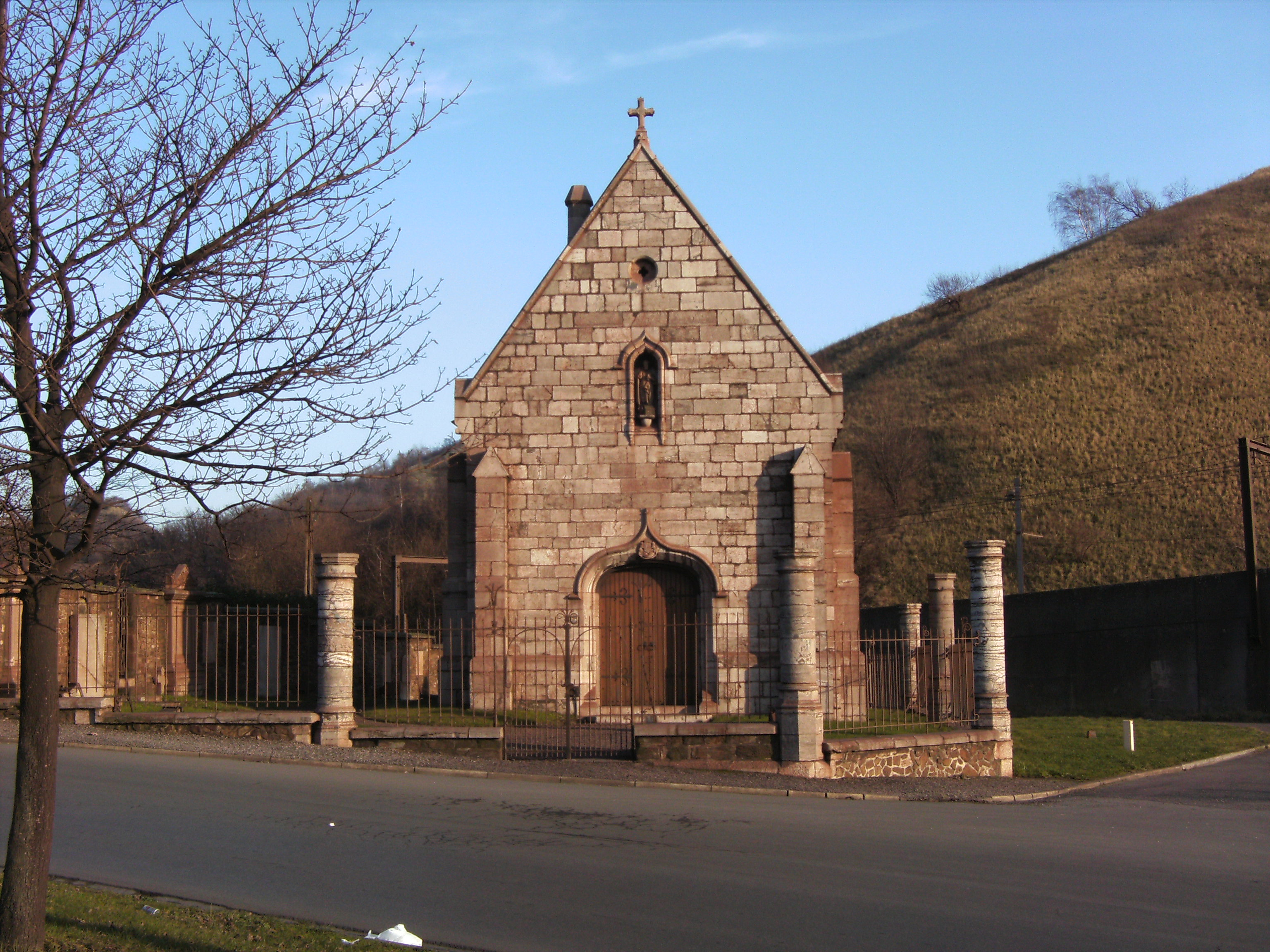
Chapelle Saint-Ghislain (chœur de l'ancienne église)[Note 5]. Classée le 11 octobre 1950.

### Folklore

#### Ducasse Saint-Remy et cortège deLa Marsaude

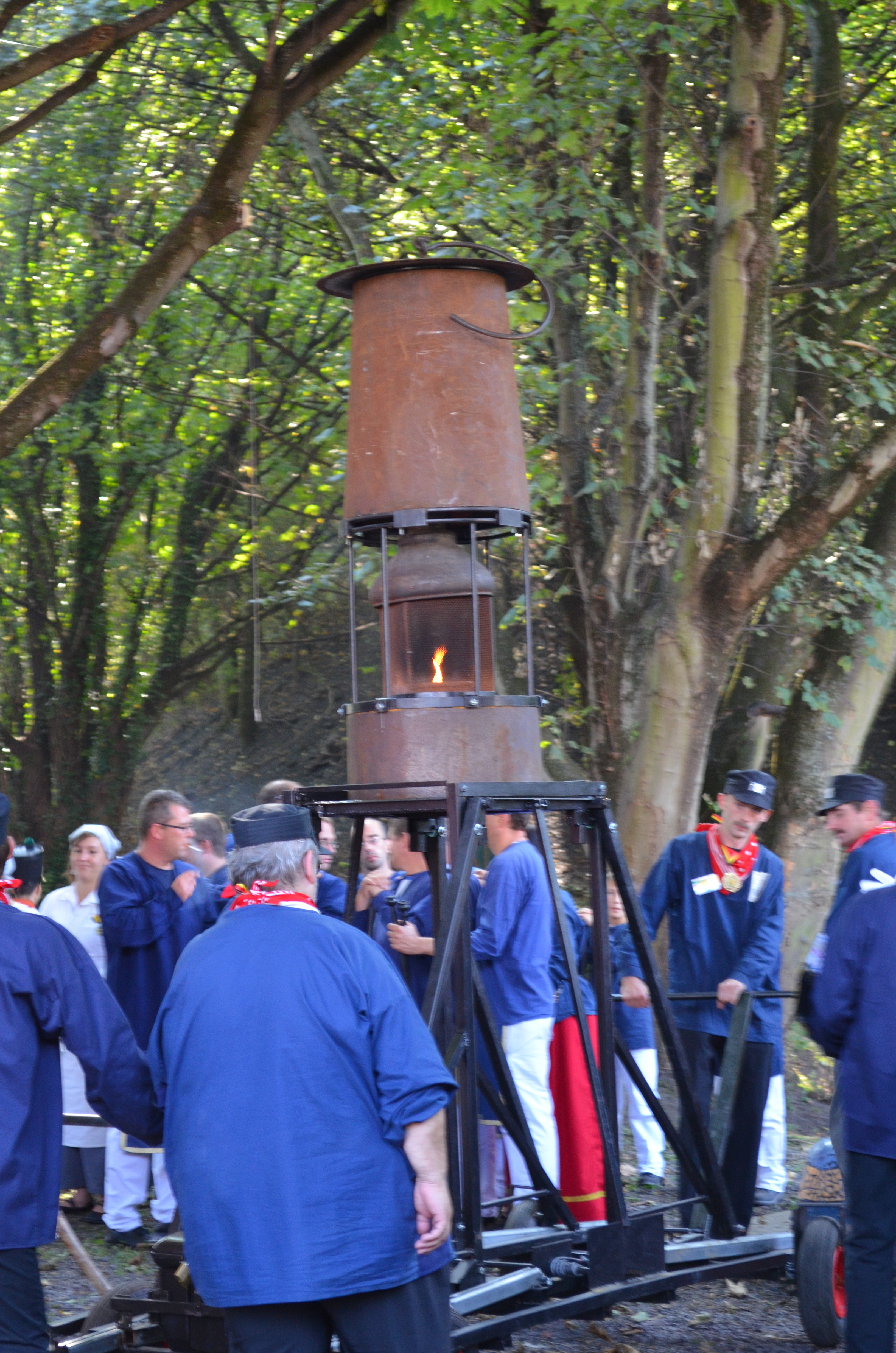
La Marsaude en 2014 au parc du Crahwa.

Chaque année depuis 2005, la ducasse Saint-Remy est célébrée fin septembre ou début octobre. La fête débute officiellement par la reconstitution de la Marsaude, une lampe de mineur géante, et un cortège.
« Marsaude » est le terme local pour désigner une lampe de mineur. La Marsaude est divisée en cinq pièces conservées durant l'année dans les « clans » (écoles) : le clan des bleus d'or (école Saint-Joseph), les verts d'argent (école du Phénix), les terres d'Orange (école du Centre), les jaunes cosmos (école de Devoirs), et les feux violets (école du Camp). Le samedi matin, chaque clan apporte solennellement sa partie de la Marsaude à la chapelle Saint-Ghislain, lieu de naissance présumé de Dampremy. Elle est alors reconstituée par la confrérie de la Marsaude et de Saint-Remy. Symbole de diversité locale (quand ses éléments sont séparés), elle devient symbole d'unité une fois reconstituée. La statue de Saint-Remy sort de la chapelle. La Marsaude et Saint-Remy sont alors promenés dans les rues de Dampremy, accompagnés de groupes représentant les différents quartiers. Chaque clan possède son char et son géant : le loup garou, le Golem, la Sirène, le jardin extraordinaire. Ils représentent les anciens gardiens du trésor des Damrémois. Les verriers, porteuses de canon, mineurs, sidérurgistes arbalétriers, pelotons de marcheurs avec leur fanfare et batterie complètent le cortège conduit par les échassiers.

À la mi-parcours, le cortège s'arrête pour la danse de la Marsaude. Un peu plus tard un nouvel arrêt permettra aux clans de s'affronter dans une série d'épreuves afin de remporter le trophée que le gagnant gardera jusqu'à la ducasse suivante. Le parcours se termine au parc du Crawha où durant toute la ducasse Saint-Remy, elle veillera sur le « trésor » des Damrémois, enfoui en 2005 à cet endroit. La ducasse peut alors commencer.

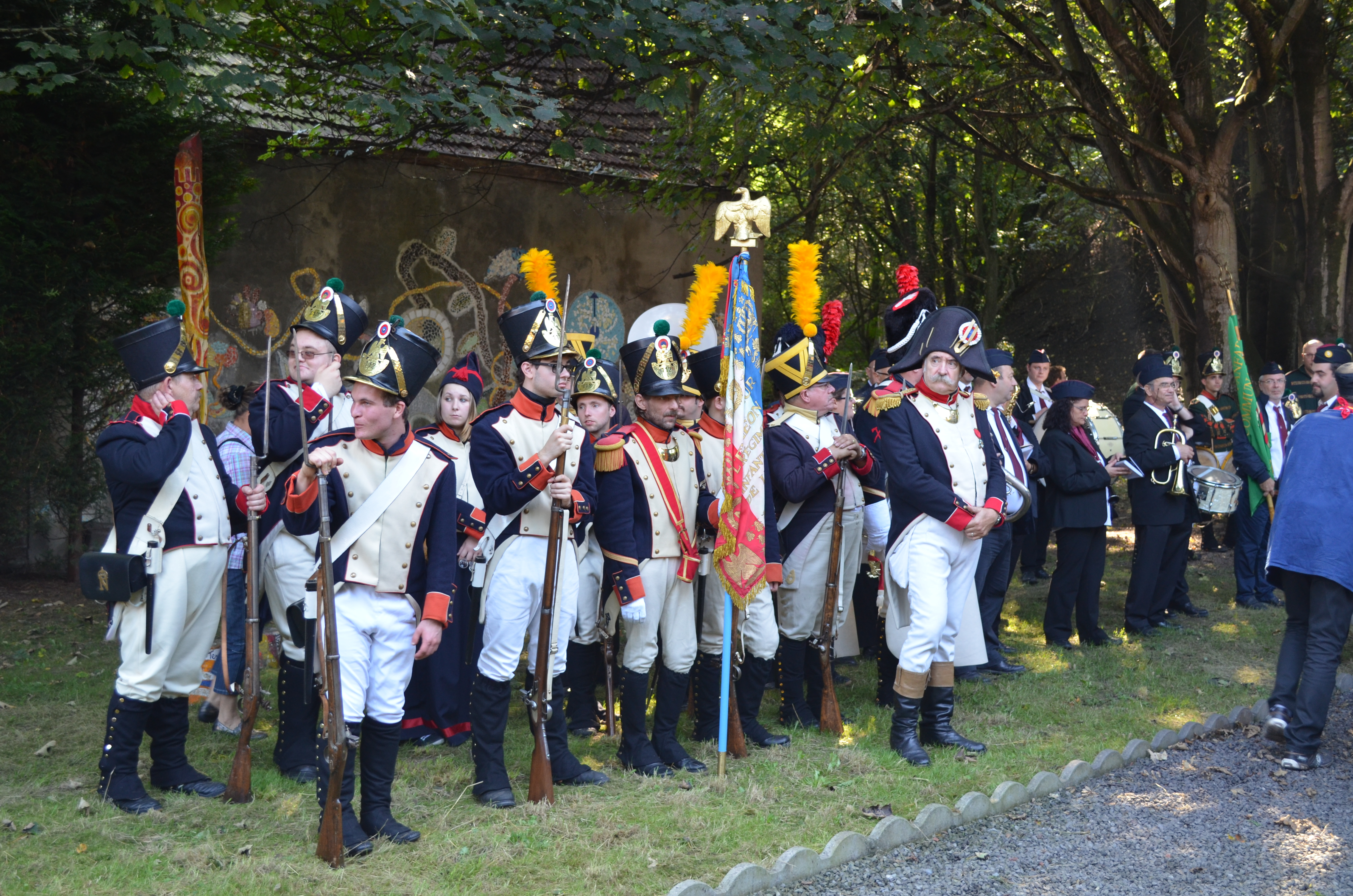
Soldats du 112e de ligne de Gosselies.
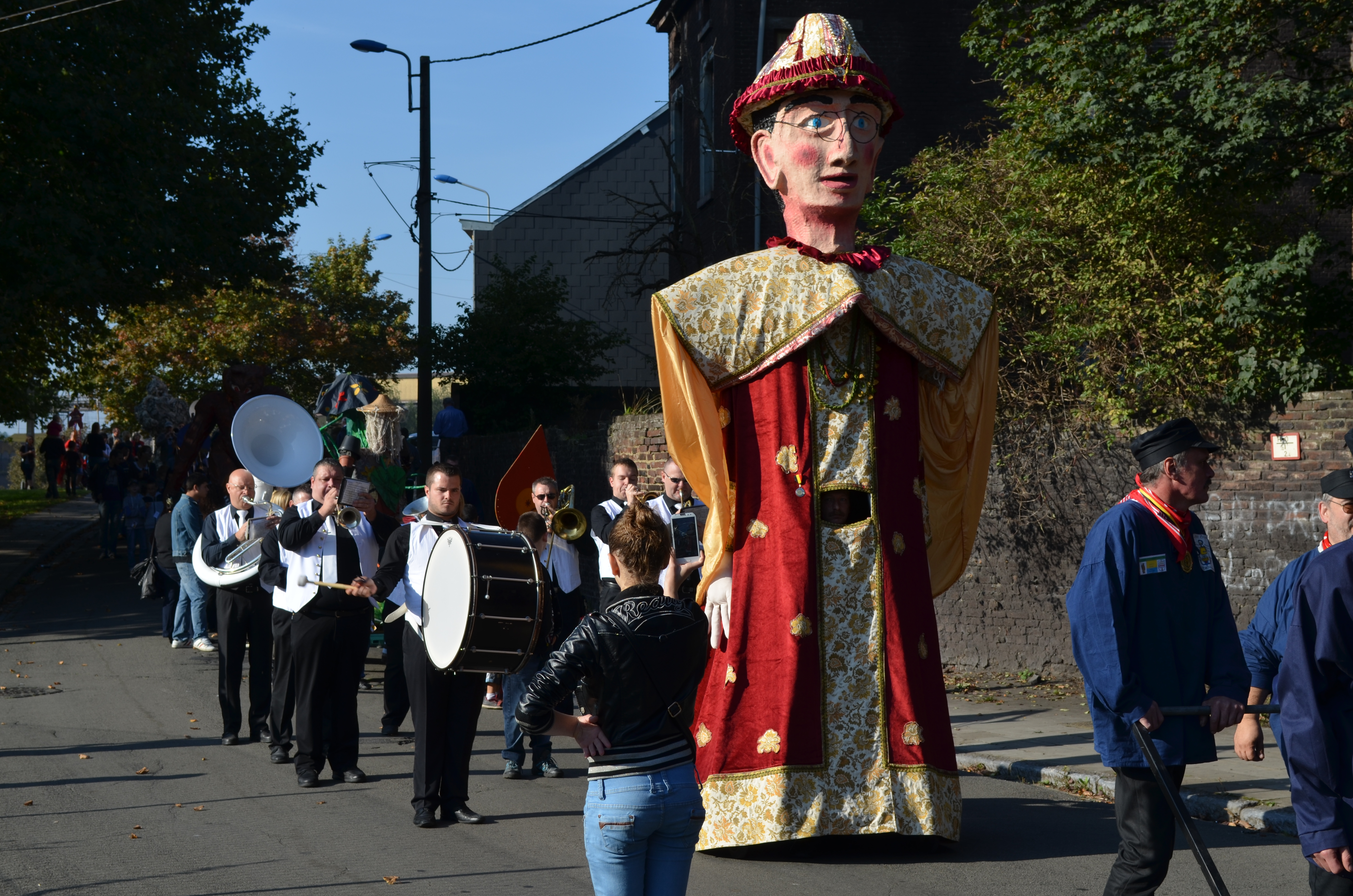
Le géant Rémy Dampe suivi par la fanfare les Tony Boy's.
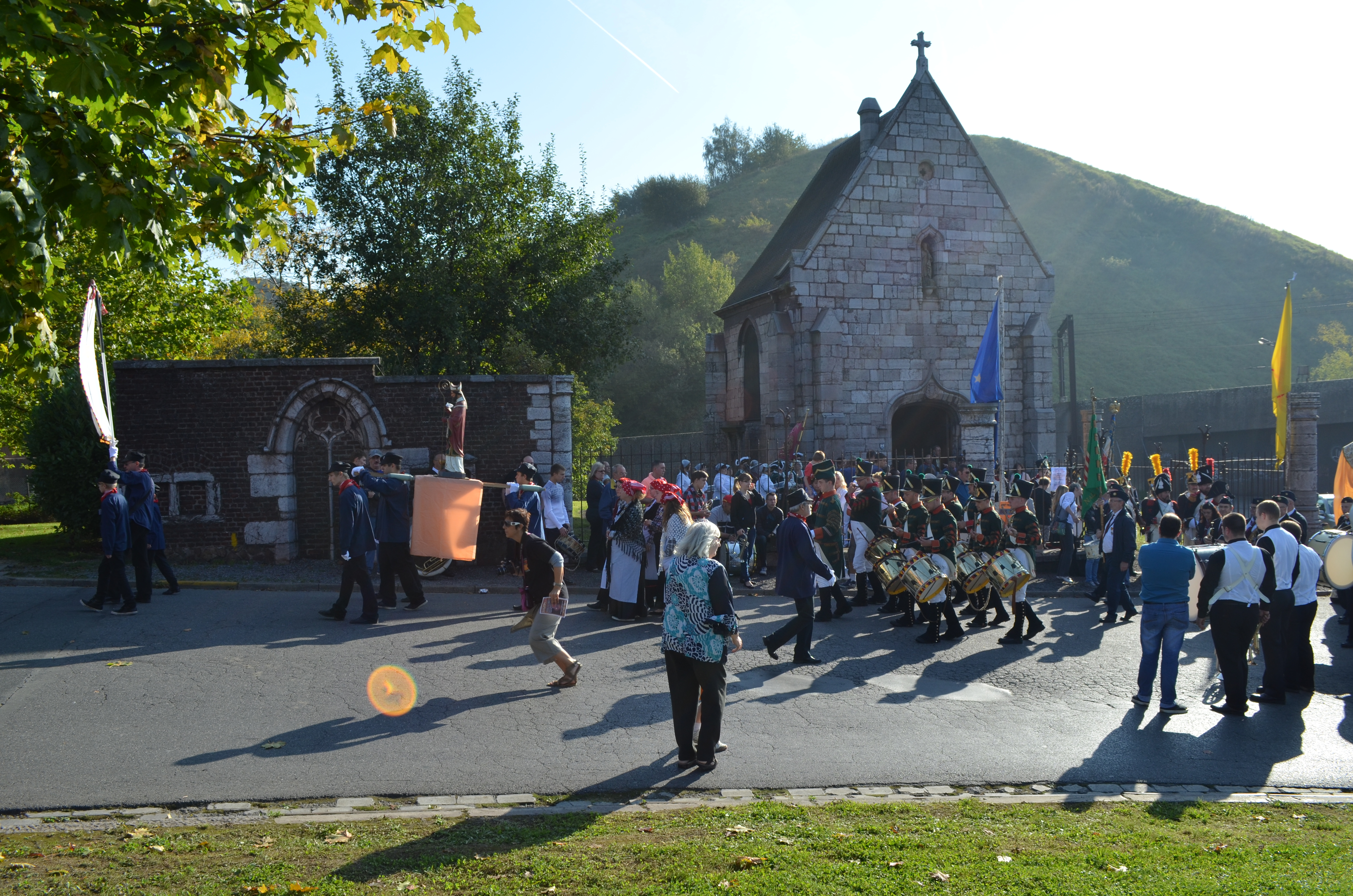
Départ du cortège à la chapelle Saint-Ghislain.
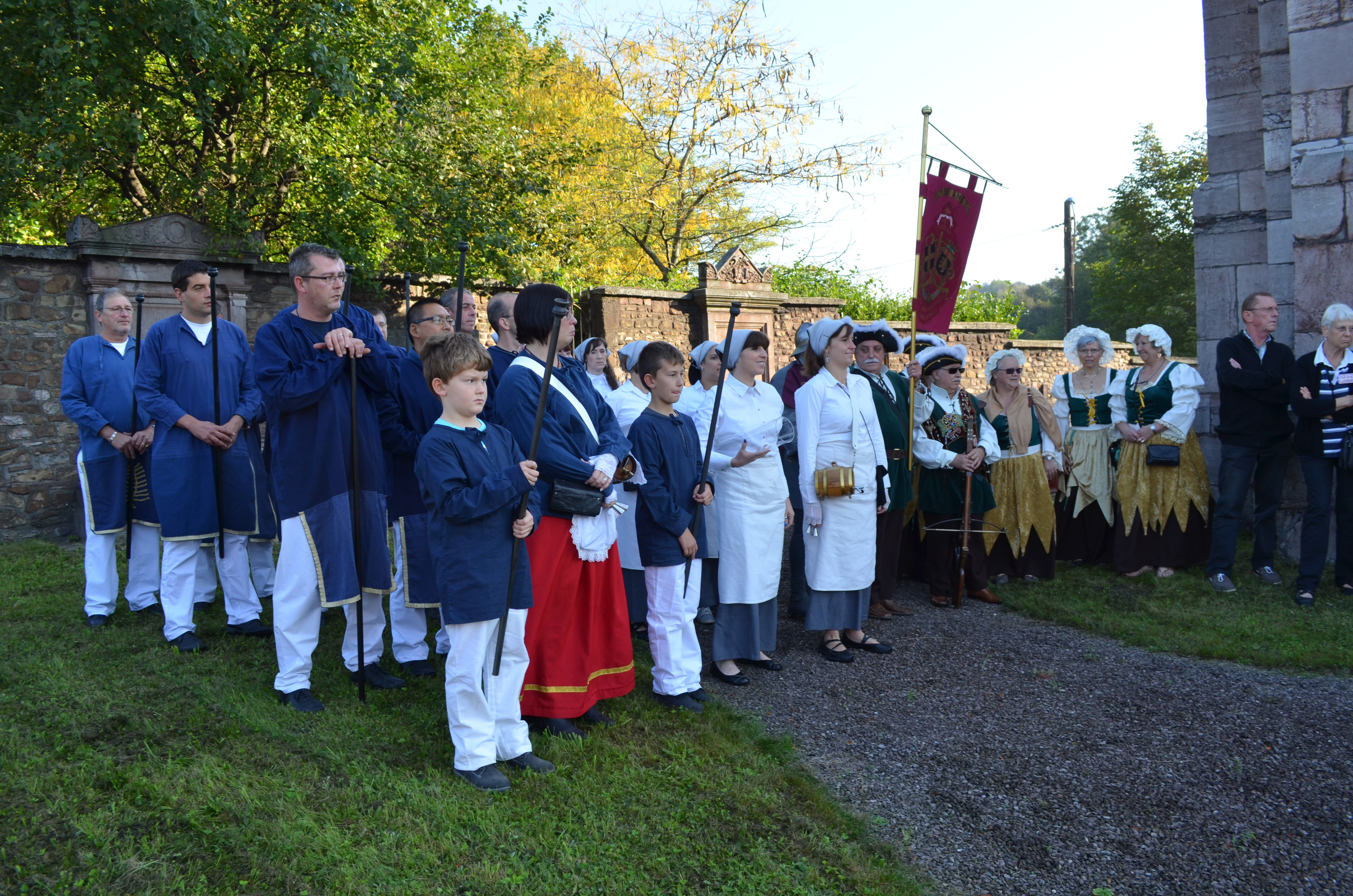
Verriers, porteuses de canon et arbalétriers devant la chapelle Saint-Ghislain.

## Économie

### Agriculture
Dampremy, autrefois un village purement agricole, est devenu depuis longtemps exclusivement industriel. Aujourd'hui, il n'existe plus aucune exploitation agricole dans la région. À l'origine, ce bourg bénéficiait d'un environnement idéal pour la culture : un vaste plateau en pente douce, orienté au sud et recouvert d'une terre arable de qualité. Cependant, après 1840, avec le développement rapide des industries charbonnières, métallurgiques et verrières, les terres cultivables et les prairies ont progressivement disparu pour laisser place aux constructions.

### Industrie

#### Industrie charbonnière

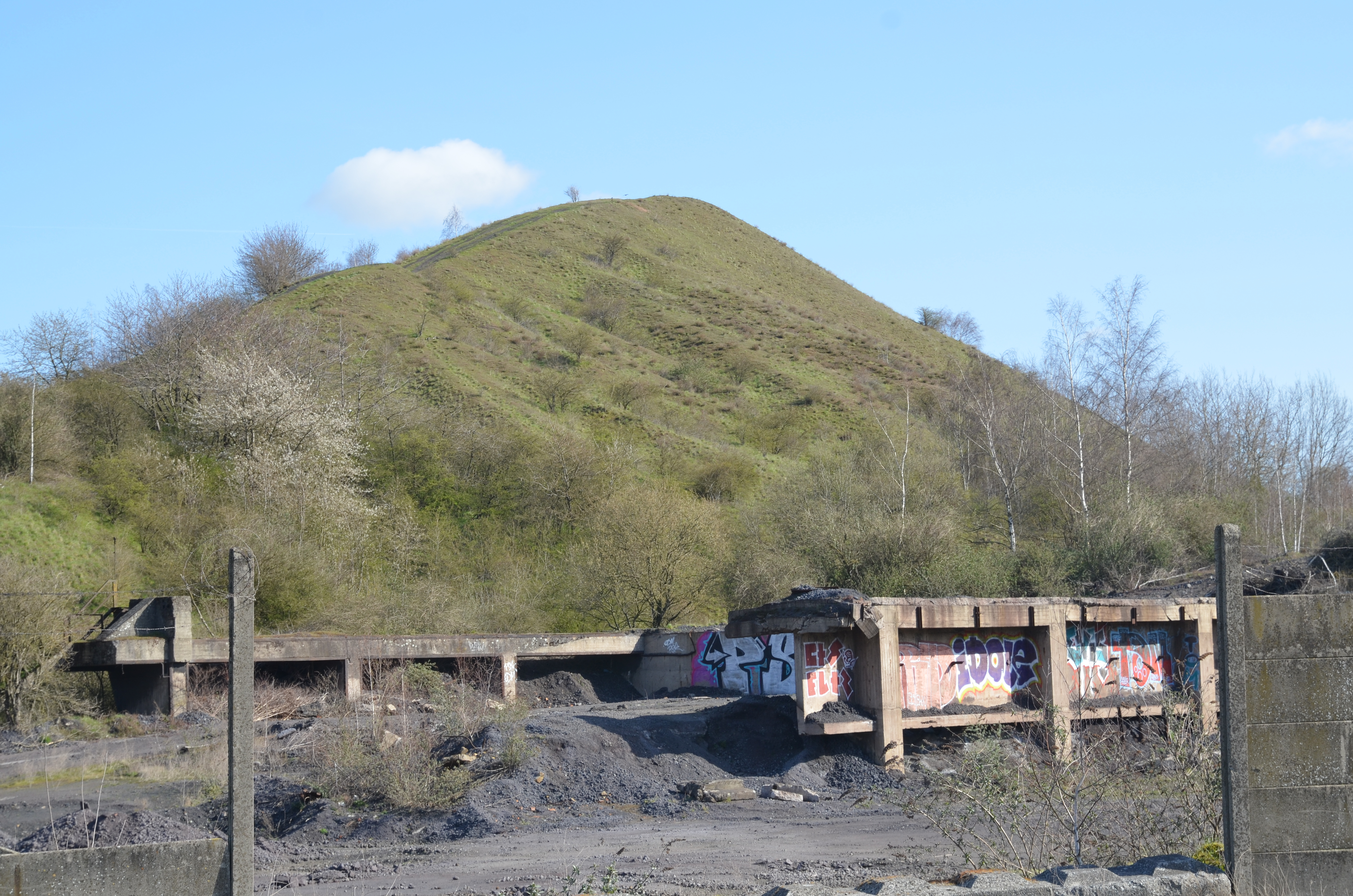
Le terril Saint-Théodore, témoin du passé minier de la localité.

L'extraction de la houille, à ses débuts, n'était pas une activité industrielle chez nous, mais plutôt une pratique individuelle pour un usage personnel. Elle s'effectuait en surface, en exploitant les veines superficielles qui affleuraient au sol. À Dampremy, ces veines superficielles sont visibles sur les flancs du promontoire formé par le sol de la commune, notamment au Bougnou, au Fond du Bierrau, ainsi qu'à l'ouest et à l'est sur les pentes du ruisseau de Lodelinsart. Suite à des accords ultérieurs en 1837-1838, Madame Veuve François Joseffe Dryon et ses enfants devinrent les propriétaires de l'ensemble des parts de « Sacré-Madame ». La concession s'étendait sur 264 hectares et 41 are.
La Société Anonyme des Charbonnages de Sacré-Madame a été fondée le 23 juillet 1838 par un acte établi par le notaire Chaudron, à Gosselies, et approuvé par un arrêté royal le 31 juillet 1838. En 1864, l'entreprise a acquis le puits de la blanchisserie appartenant à la Société des Charbonnages Réunis de Charleroi. En 1924, la Société de Sacré-Madame a fusionné avec la Société des Charbonnages de Monceau-Bayemont et Chaux-à-Roc, par un arrêté royal en date du 6 avril 1924. Cette fusion a permis à la concession de s’étendre sur 460 hectares couvrant Dampremy, Marchiennes et Charleroi.
Les principaux puits de la concession sur Dampremy : puits Sacré-Français, puits Ma Campagne, puits du Fond des Piges, puits de la Blanchisserie et puits Saint-Théodore.

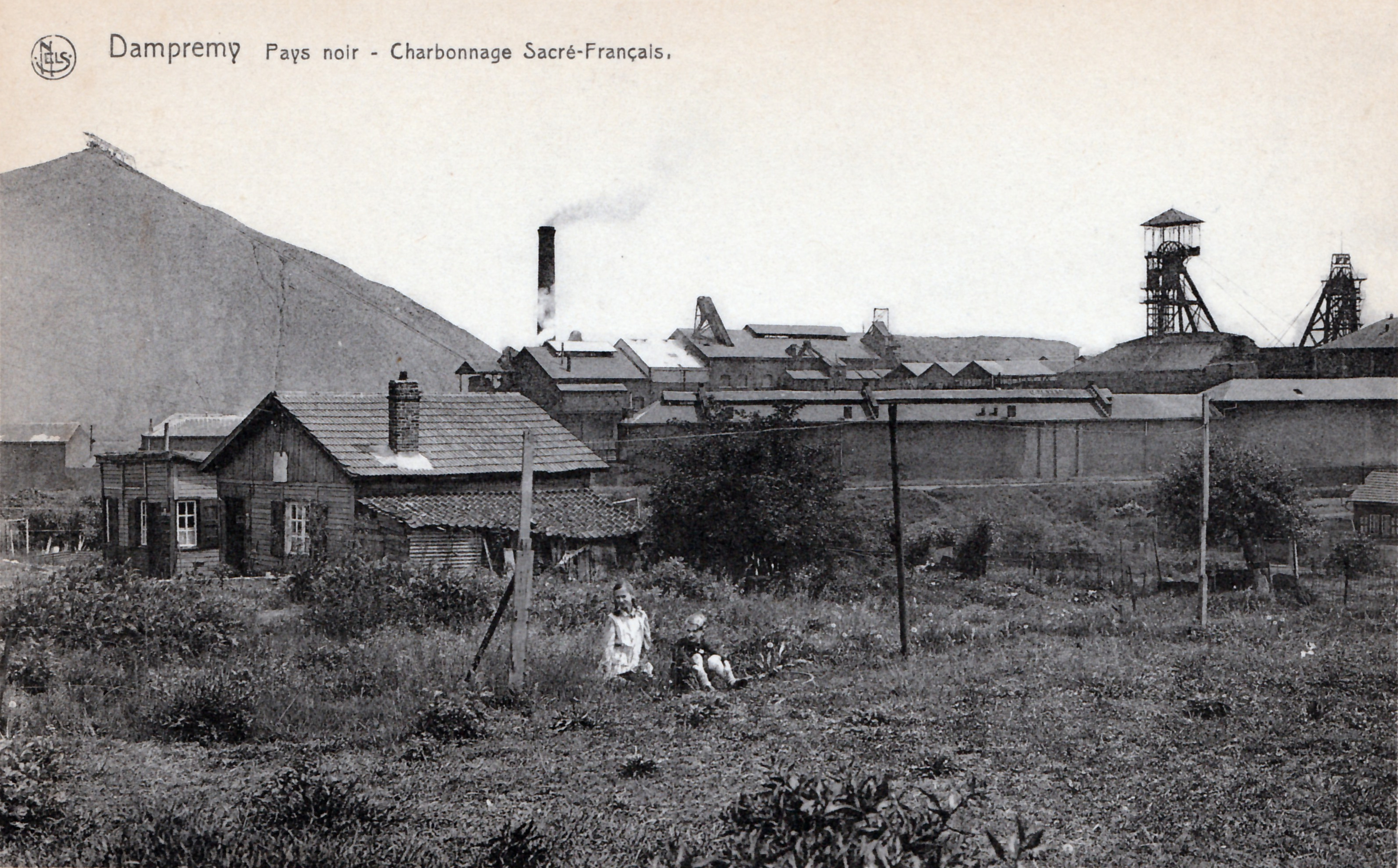
Puits Sacré-Français.
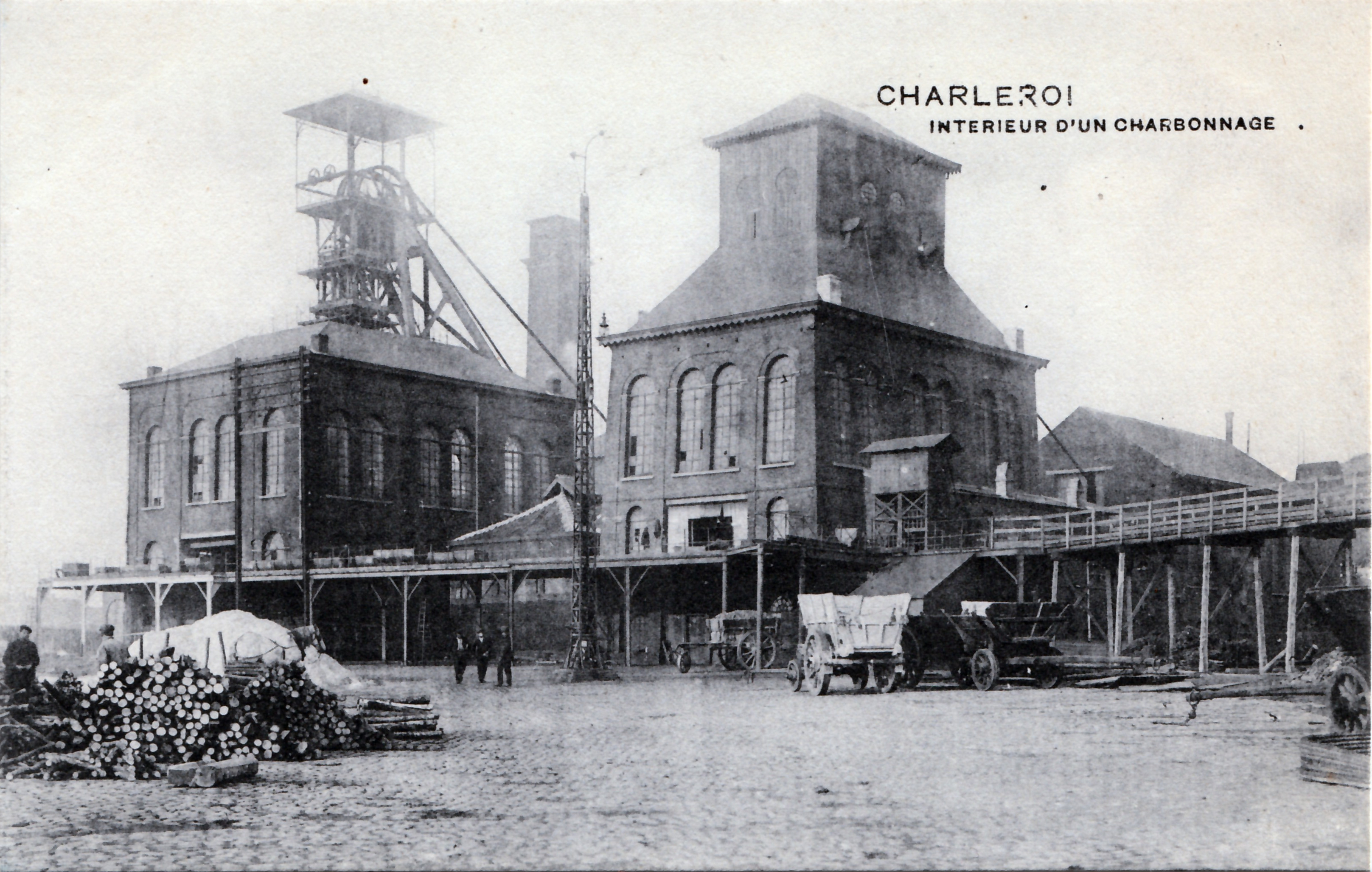
Puits Ma Campagne.
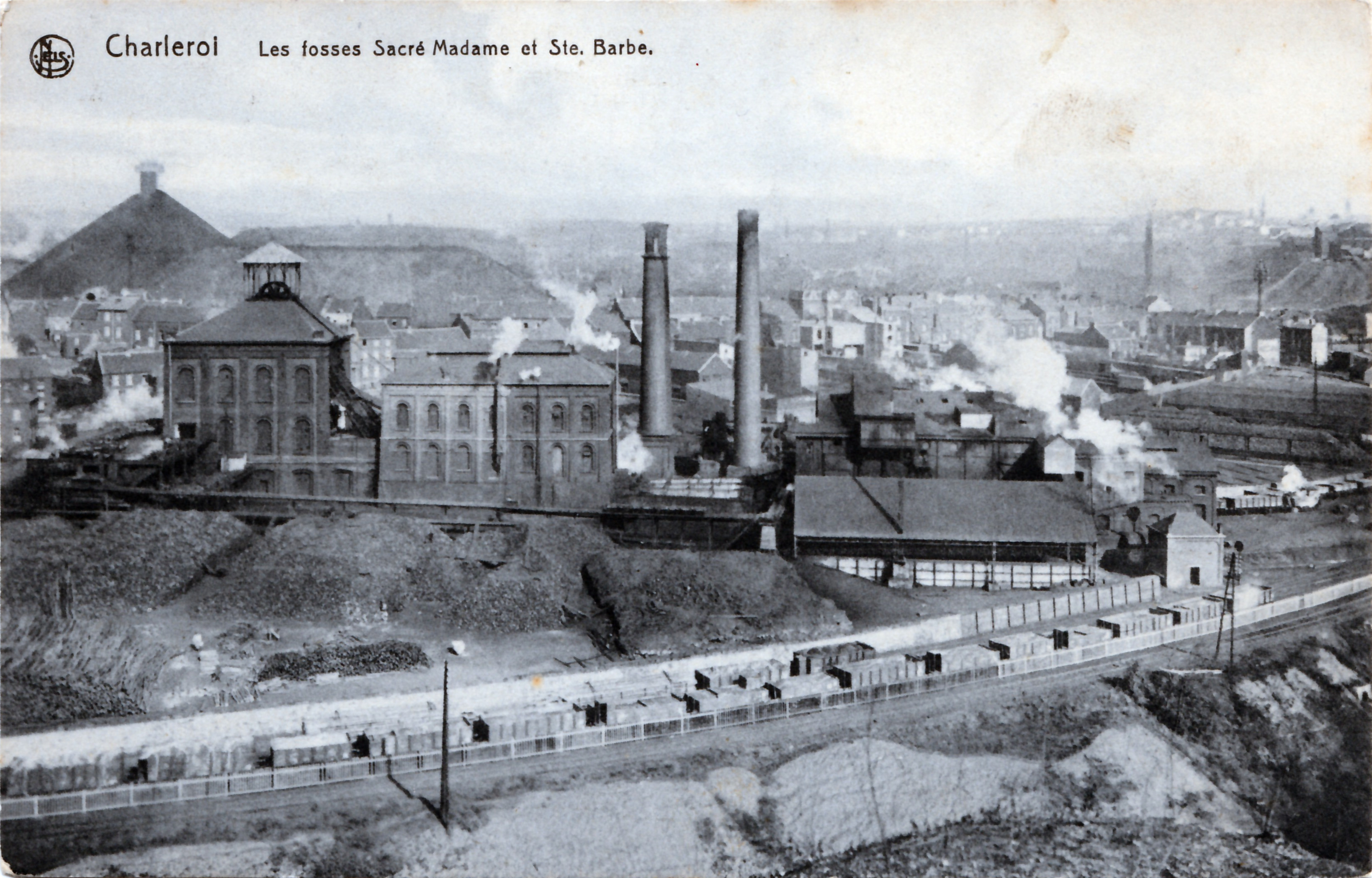
Puits de la Blanchisserie.

#### Industrie verrière
Dampremy, avec Lodelinsart et Jumet, était le cœur de l'industrie verrière en Belgique. En 1903, Émile Fourcault installa à Dampremy, dans sa verrerie, la première machine pour étirer le verre fut inventée. Le procédé a été breveté et, en 1904, la « Société des Brevets Fourcault » a été fondée. Quand le procédé fut finalement perfectionné, après quelques vicissitudes, Fourcault fonda la « Société des Verreries de Dampremy ». Ainsi, Dampremy devint le berceau du nouveau procédé qui allait complètement révolutionner l'industrie verrière.
Pendant quelques années, les verreries à soufflage en manchon ont réussi à résister à la concurrence du nouveau procédé. Le verre étiré présentait encore des ondulations, ce qui déformait les objets et le rendait inadapté aux fenêtres. Cependant, progressivement, ces ondulations disparurent, le procédé s'améliora, et le verre étiré atteignit une qualité comparable à celle du verre soufflé. Ce fut alors la fin des verreries à bouche. En 1921, la production de verre soufflé et de verre étiré était presque équivalente, atteignant chacune 30 millions de mètres carrés. Mais en 1929, la production de verre étiré monta à 60 millions, tandis que celle du verre soufflé chuta à 9 millions, pour finalement atteindre… zéro en 1931.

#### Industrie métallurgique

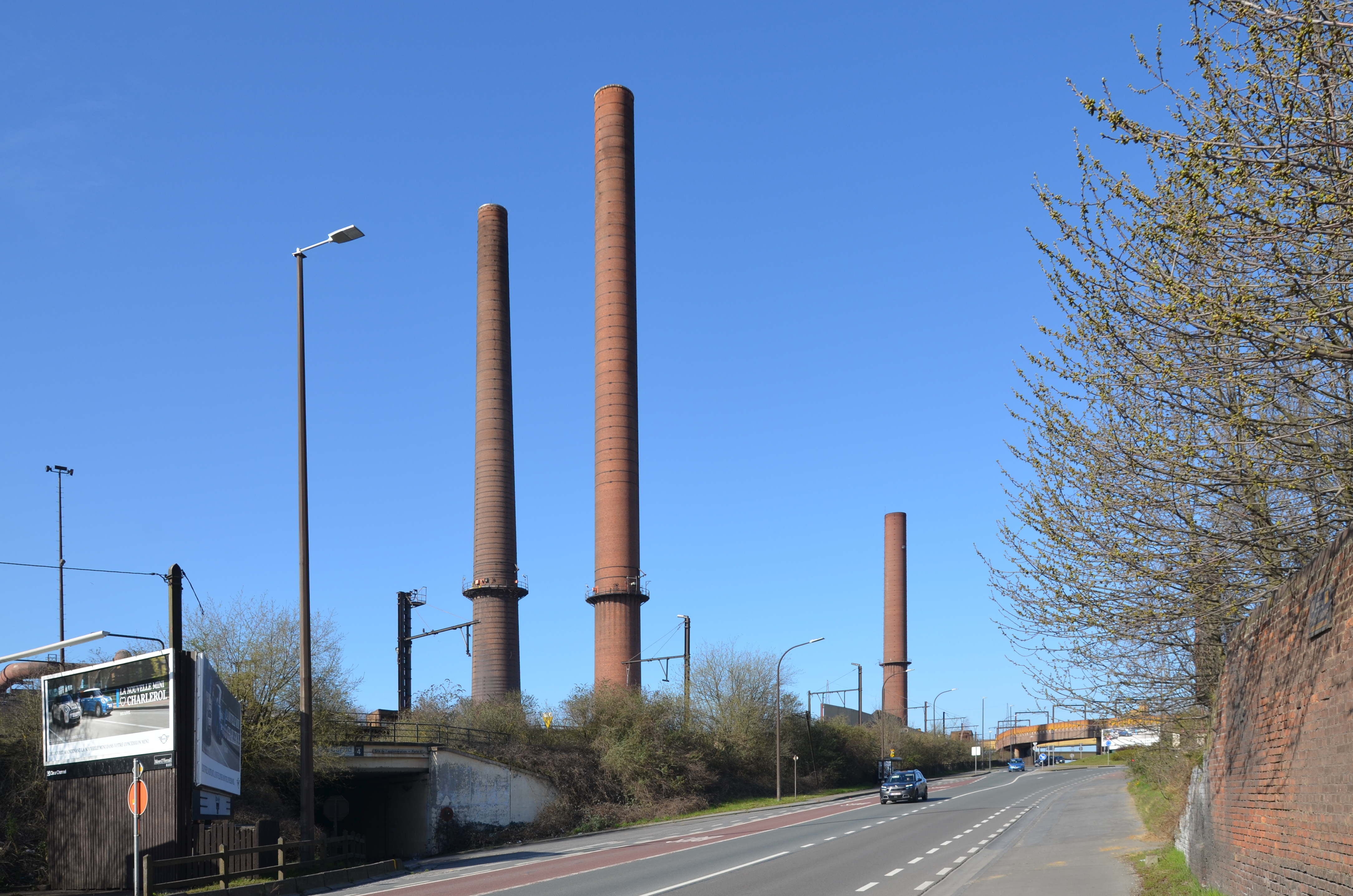
Cheminées de l'ancienne usine Carsid-Duferco à la route de Mons.

Comparée aux industries charbonnière et verrière, l'industrie métallurgique est arrivée plus tard à Dampremy. Les verreries, comme mentionné précédemment, se sont établies uniquement le long de la route de Bruxelles, à l'est du village, tandis que l'industrie métallurgique s'est implantée à l'ouest, près de la route de Mons, aux abords de Marchiennes.
Les houillères, elles, occupaient plutôt le centre du village. On a vu que les anciens cayats étaient principalement situés le long de la rue de Heigne, qui traverse tout le village du sud au nord. À Dampremy, la création de la Société des Forges, Laminoirs et Hauts Fourneaux de la Providence, le 21 février 1828, a rapidement offert une source importante d'emploi et de croissance démographique.
Bien que le siège social soit à Marchiennes, les usines sont en grande partie installées à Dampremy, notamment avec la construction des hauts fourneaux surnommés « La Nouvelle Providence ». Le château directorial se trouvait également sur le territoire de Dampremy. « La Providence », l'une des plus grandes entreprises métallurgiques et sidérurgiques du pays, s'étend sur plus de 100 hectares. Elle a été la première à fabriquer des poutrelles de fer grâce à des laminoirs, brevetés en 1849. La Société possède également deux grandes usines en France, à Hautmont et à Rehon.

### Transports et communications

#### Bus
| Ligne n° | Terminus                                               | Jours de services           | Remarques |
| -------- | ------------------------------------------------------ | --------------------------- | --- |
| 41       | Courcelles Place Des Trieux - Charleroi Palais.        | Lu, Ma, Me, Je, Ve, Sa, Di. | La ligne 41 de bus (Courcelles Place Des Trieux - Charleroi Palais) a 33 arrêts au départ de Courcelles Place Des Trieux et se termine à Charleroi Palais.               |
| 85       | Charleroi Gare Centrale - Quai 10 - Jumet Brulotte.    | Lu, Ma, Me, Je, Ve, Sa.     | La ligne 85 de bus (Jumet Brulotte - Charleroi Gare Centrale - Quai 05) a 21 arrêts au départ de Jumet Brulotte et se termine à Charleroi Gare Centrale - Quai 05.       |
| 86       | Gosselies Athénée - Charleroi Gare Centrale - Quai 05. | Lu, Ma, Me, Je, Ve, Sa, Di. | La ligne 86 de bus (Gosselies Athénée - Charleroi Gare Centrale - Quai 05) a 28 arrêts au départ de Gosselies Athénée et se termine à Charleroi Gare Centrale - Quai 05. |
| MIDO     | Marchienne-au-Pont Place Astrid - Charleroi Palais.    | Lu, Ma, Me, Je, Sa.         | La ligne MIDO de bus (Marchienne-au-Pont Place Astrid - Charleroi Palais) a 28 arrêts au départ de Marchienne-Au-Pont Place Astrid et se termine à Charleroi Palais.     |

#### Métro
| Ligne | Terminus                                   | Jours de services           | Remarques |
| ----- | ------------------------------------------ | --------------------------- | --- |
| M1    | Gare Centrale - Anderlues Monument (Métro) | Lu, Ma, Me, Je, Ve, Sa, Di. | La ligne M1 de tram (Charleroi Gare Centrale - Quai 1 (M) - Anderlues Monument) a 23 stations au départ de Charleroi Gare Centrale - Quai 1 (M) et se termine à Anderlues Monument.         |
| M2    | Gare Centrale - Anderlues Monument (Métro) | Lu, Ma, Me, Je, Ve.         | La ligne M2 de tram (Charleroi Gare Centrale - Quai 2 (M) - Anderlues Jonction (M)) a 18 stations au départ de Charleroi Gare Centrale - Quai 2 (M) et se termine à Anderlues Jonction (M). |

## Personnalités
- Émile Fourcault et Émile Gobbe : les Verreries de Dampremy ont abrité le développement et le peaufinage du procédé de production, en continu, du verre à vitre par étirage à partir du four à bassin. Le procédé "Fourcault" est le fruit de la recherche, à mérite égal, des ingénieurs Émile Gobbe et Émile Fourcault. Le centre culturel et la bibliothèque de Dampremy portent le nom d'Émile Fourcault.
- Angelo Galvan (1920-1988), sauveteur lors de la catastrophe du Bois du Cazier.
- Yvette Cauquil-Prince (1928-2005), créatrice de tapisserie au service notamment des œuvres de Marc Chagall, Picasso, Kandinsky et Max Ernst.
- Lodoïs Tavernier, Ingénieur des mines, le vrai Père de la CECA (cf le livre "L'idée de la CECA de par sa nécessité: Un père de l'Europe oublié" aux éditions Avant-propos), ce qui en fait un des Pères de l'Europe qui vécut successivement aux numéros 1, 6 et 10 rue de Bruxelles de 1920 à 1925 et de 1930 à 1934.